# Kavrepalanchok (dystrykt)

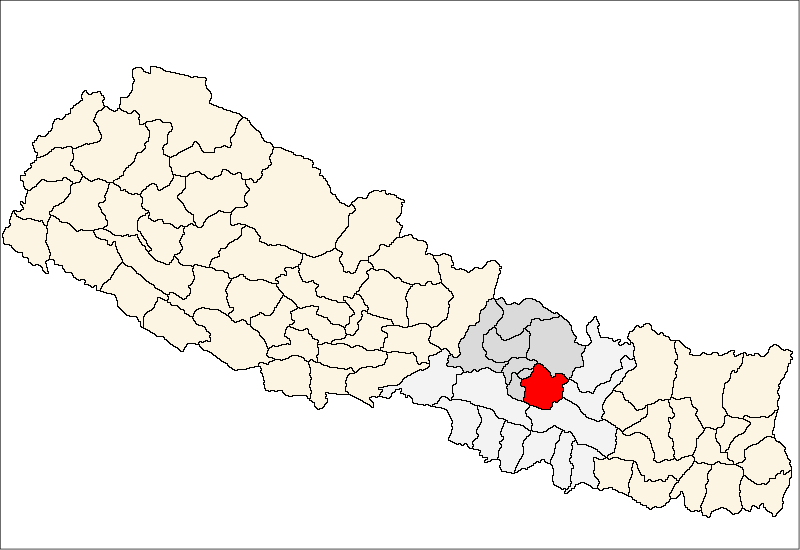
Dystrykt Kavrepalanchok

Dystrykt Kavrepalanchok (nep. काभ्रेपलान्चोक) – jeden z siedemdziesięciu pięciu dystryktów Nepalu. Leży w strefie Bagmati. Dystrykt ten zajmuje powierzchnię 1396 km², w 2001 r. zamieszkiwało go 385 672 ludzi. Stolicą jest Dhulikhel.